# Sergo Goglidze
Sergo (Serghei) Arsenievici (Artenievici) Goglidze (în rusă Сергей (Серго) Арсеньевич Гоглидзе, în georgiană სერგო არსენის ძე გოგლიძე; n. 1901, Racha Uyezd⁠(d), viceregatul Caucazului⁠(d), Imperiul Rus – d. 23 decembrie 1953, Moscova, RSFS Rusă, URSS) a fost un ofițer superior din URSS al NKVD cu gradul de general-colonel.

## Biografie
Născut în Korta, un sat din apropierea orașului Kutaisi. S-a alăturat CEKA în 1921 servind în trupele de graniță ale GPU-NKVD. În 1934 a fost numit Comisar al Afacerilor Interne al RSFS Transcaucaziană și, din 1937, al RSS Gruzine (Georgiene. Goglidze a fost un asociat apropiat și prieten al lui Lavrenti Beria, care l-a promovat la posturi de înalt nivel.
În 1941 a fost numit plenipotențiar al Consiliului Comisarilor Poporului din Moldova (teritoriul României, ocupat de Uniunea Republicilor Sovietice Socialiste după ultimatul din 26 iunie 1940, o consecință directă a Pactului Ribbentrop-Molotov) și a fost însărcinat cu deportarea românilor din noua republică sovietică. În iulie 1941, după începerea celui de-Al Doilea Război Mondial, a fost mutat la Habarovsk, în calitate de șef al aparatului sovietic de securitate din Orientul Îndepărtat.
În 1951 a fost mutat la sediul Ministerului Securității Statului din Moscova, în funcția de ministru adjunct al securității de stat. Goglidze a fost însărcinat cu investigarea Dosarului medicilor.
În 1953, după moartea lui Stalin și căderea lui Beria, a fost arestat și împușcat (la Moscova, la 23 decembrie 1953) împreună cu un grup de alți ofițeri NKVD, apropiați de Lavrenti Pavlovici Beria.